# Abel Figueiredo
Abel Figueiredo là một đô thị thuộc bang Pará, Brasil. Đô thị này có diện tích 614,252 km², dân số năm 2007 là 6668 người, mật độ 10,86 người/km².